# Ansted
Ansted – miasto w Stanach Zjednoczonych, w stanie Wirginia Zachodnia, w hrabstwie Fayette.